# VGTRK
L'Impresa unitaria dello Stato federale "Vserossijskaja gosudarstvennaja televizionnaja i radioveščatelnaja kompanija" (in russo  Федеральное государственное унитарное предприятие "Всероссийская государственная телевизионная и радиовещательная компания"?), meglio nota attraverso l'acronimo VGTRK, è un'azienda pubblica russa attiva nel settore della teleradiodiffusione.

## Storia
Fu fondata con decreto del Presidium del Soviet Supremo della Repubblica Socialista Federativa Sovietica Russa Boris Nikolaevič El'cin del 14 luglio 1990. Pochi mesi dopo sono iniziate le prime trasmissioni radiofoniche fino ad arrivare al lancio, il 13 maggio 1991, del primo canale televisivo denominato RTR (poi Rossija 1).
Nel 1993 ha ricevuto lo status di compagnia radiotelevisiva nazionale e nello stesso anno è entrata a far parte dell'Unione europea di radiodiffusione (UER), per conto della quale ha organizzato l'Eurovision Song Contest 2009 a Mosca. Quattro anni dopo, su iniziativa di Dmitrij Likačëv, Mstislav Rostropovič e Daniil Granin, è stato lanciato il canale Kultura (poi Rossija K). L'affiliazione all'UER è stata interrotta il 26 febbraio 2022 in seguito all'esclusione della nazione al concorso canoro dovuto alla crisi russo-ucraina del 2021-2022, con la successiva invasione del territorio ucraino da parte delle forze armate russe.

## Attività

### Televisione

#### Emittenti televisive principali
- Rossija 1 (dal 1991), principale emittente televisiva nonché uno dei più popolari canali televisivi russi insieme a Pervyj kanal è di stampo generalista trasmette notiziari e programmi d'intrattenimento;
- Rossija K (dal 1997), emittente incentrata sulla trasmissione di programmi riguardanti cultura ed arte;
- RTR-Planeta (dal 2002), emittente internazionale dedicata alla diaspora russa con la trasmissione dei principali programmi di Rossija 1 e Rossija K;
- Rossija 2 (2003-2015), emittente incentrata sullo sport è stata poi acquistata da Gazprom-Media nel 2015 ed è stata rilanciata come Matč! Igra.
- Rossija 24 (dal 2006), emittente televisiva all-news;
- Bibigon (2007-2010), emittente televisiva dedicata a bambini e adolescenti, poi rimpiazzata da Karusel in seguito alla fusione con TeleNjanja;
- Karusel (dal 2010), emittente dedicata a bambini e adolescenti, trasmette prevalentemente cartoni animati.

### Radio

#### Emittenti radiofoniche principali
- Radio Rossii (dal 1990)
- Radio Majak (dal 1991)
- Vesti FM (dal 2008)
- Kul'tura (dal ?)